# 삼랑진역
삼랑진역(Samnangjin station, 三浪津驛)은 경상남도 밀양시 삼랑진읍에 있는 경부선과 경전선의 철도역이다. 이 역에서 경전선이 분기된다. 하루 편도 37편(상행 18편, 하행 19편)의 무궁화호가 정차하며, 이 중 왕복 4편(상하행 4편)은 경전선으로 운행된다. 경전선은 이 역부터 광주송정역까지 모두 지상 구간이다. 대부분의 서울~부산 열차와 경전선 열차가 정차하는데, 경전선 무궁화호의 핵심인 동대구~마산 무궁화호는 이 역에 정차하지 않는다. 경전선 수요는 거의 없다. 삼랑진역으로 가는 노선 버스는 이용객의 수가 너무 적어서 존재하지 않는다. 노선 버스를 이용하려면 700미터 거리의 송지사거리까지 내려가야 한다.

## 개요
- 서울-부산간 KTX가 다니며(무정차 통과), 경전선이 분기되는 역으로 지하도가 설치되어 있다. 지하도에는 삼랑진역의 옛 모습과 삼랑진 관광지를 소개해놓았다.
- 낙동강역, 미전역의 운전취급을 원격제어하는 역이다.

## 역명 유래
세 개의 큰 강이 합쳐져 일렁이는 곳이라는 뜻에서 유래하였다.

## 연혁
- 1905년 1월 1일 : 영업 개시
- 1905년 10월 21일 : 마산선 개통으로 직통운전 개시[1][2]
- 1940년 10월 23일 : 역사 신축 준공
- 1988년 1월 10일 : 역사 신축 준공
- 1994년 12월 12일 : 낙동강역을 피제어역으로 함
- 1999년 12월 31일 : 역사 신축 준공
- 2009년 10월 31일 : 화물 취급 중지[3]
- 2010년 12월 15일 : 경전선 복선전철 개통[4]
- 2014년 10월 1일 : 남도해양열차 운행 개시
- 2022년 11월 5일 : ITX-새마을 정차 개시

## 역 구조
승강장은 3면 6선의 혼합식 승강장을 갖추고 있다. 2면 2선 상대식 승강장이 경부선, 1면 2선 섬식 승강장이 경전선이다.

### 승강장
| ↑한림정(경전선)/↑밀양(경부선) |
| \| ３ \| ２ \| １ \|          |
| 원동↓                         |

| 1 | 경부선 | 무궁화호 | 부산·구포 방면                                 |
| 2 | 경부선 | 무궁화호 | 동대구 · 김천 · 대전 · 서울 · 수원 · 천안 방면 |
| 3 | 경전선 | 무궁화호 | 마산 · 진주 · 순천 · 목포 · 광주송정 방면      |
| 3 | 경전선 | 무궁화호 | 부전 방면                                      |

## 역 주변
- 삼랑진읍
- 낙동강

삼랑진역 동편에 있는 건물은 객화차사무소이고 현재는 사용되지 않는다. 삼랑진역 정면에 있는 백마다방 건물이 강생회 사무실이 있던 곳이다. 삼랑진역에서 서편으로 약 250m정도 이동하면 '필프라이스'매장이 나온다. 일제강점기부터 해방 이후까지 '철도병원'이 있었던 곳이다. 삼랑진새마을금고(또는 필프라이스) 북편으로는 삼랑진역 관사촌이 나온다. 북쪽에서 남쪽으로 오면서 6등급 관사에서 8등급 관사들이 배치되어있으며, 우물 3개소(1개는 관사촌, 나머지 2개는 관사촌 밖)가 있다. 원불교 삼랑진 교당은 일제 강점기 때 신사가 있던 자리다. 필프라이스 맞은편에는 새로 지은 삼랑진역 철도 관사가 있다.

## 사진

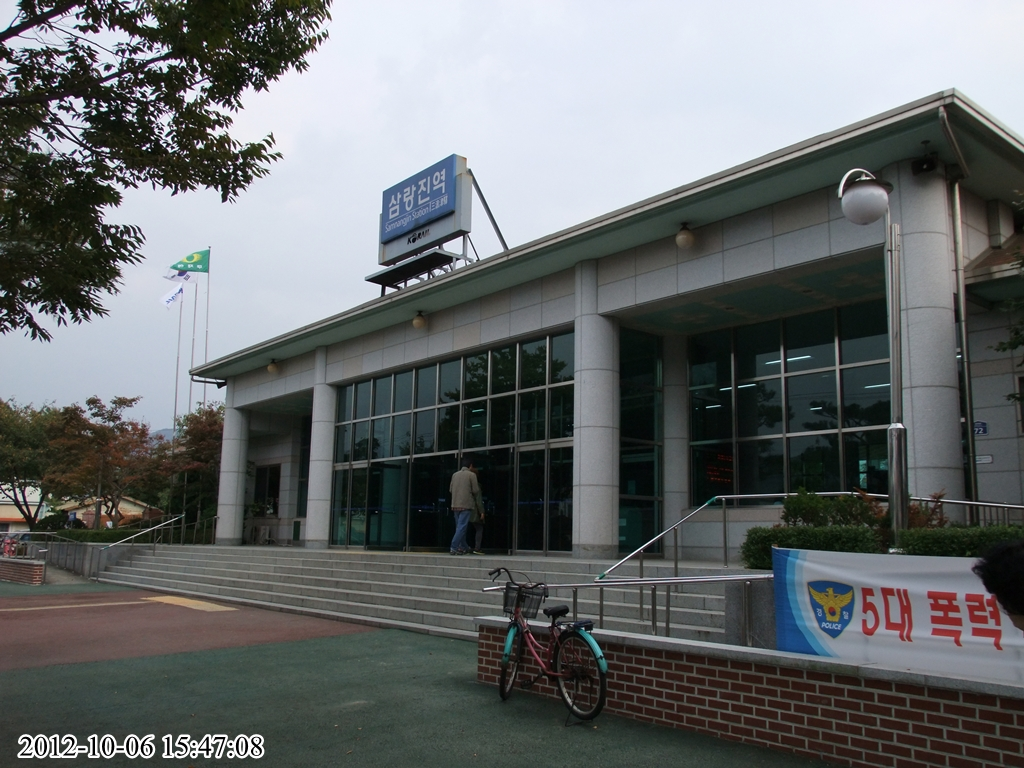
삼랑진역 정면 모습
매표소
개찰구
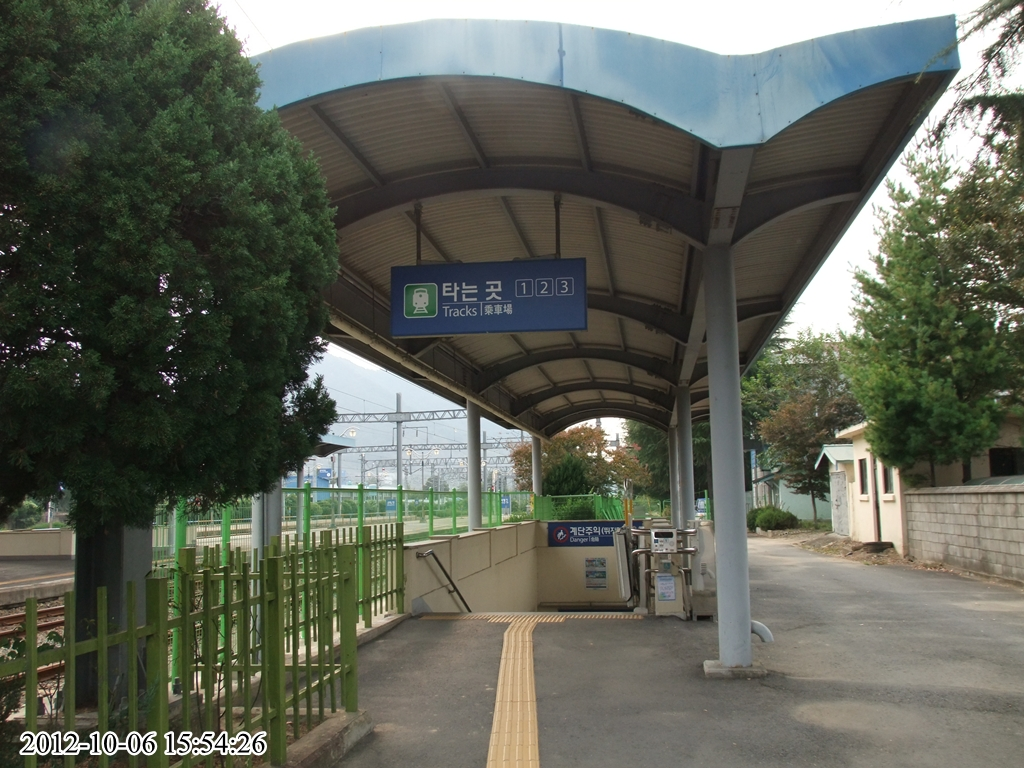
타는 곳(지하통로)
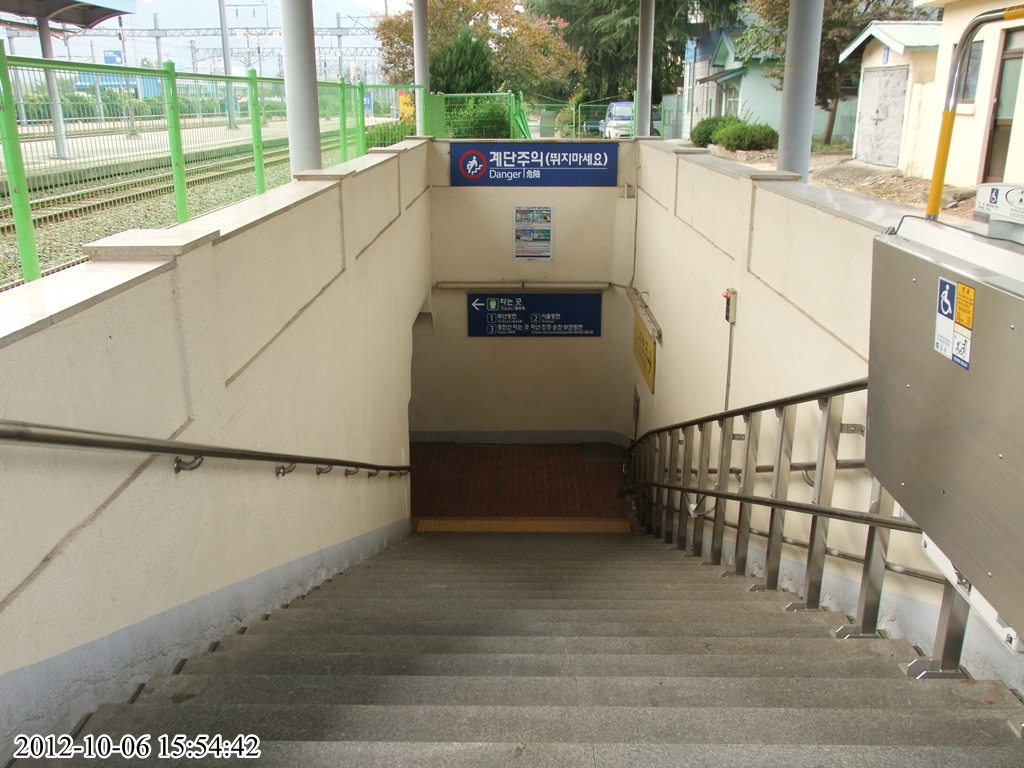
타는 곳(계단, 지하통로)
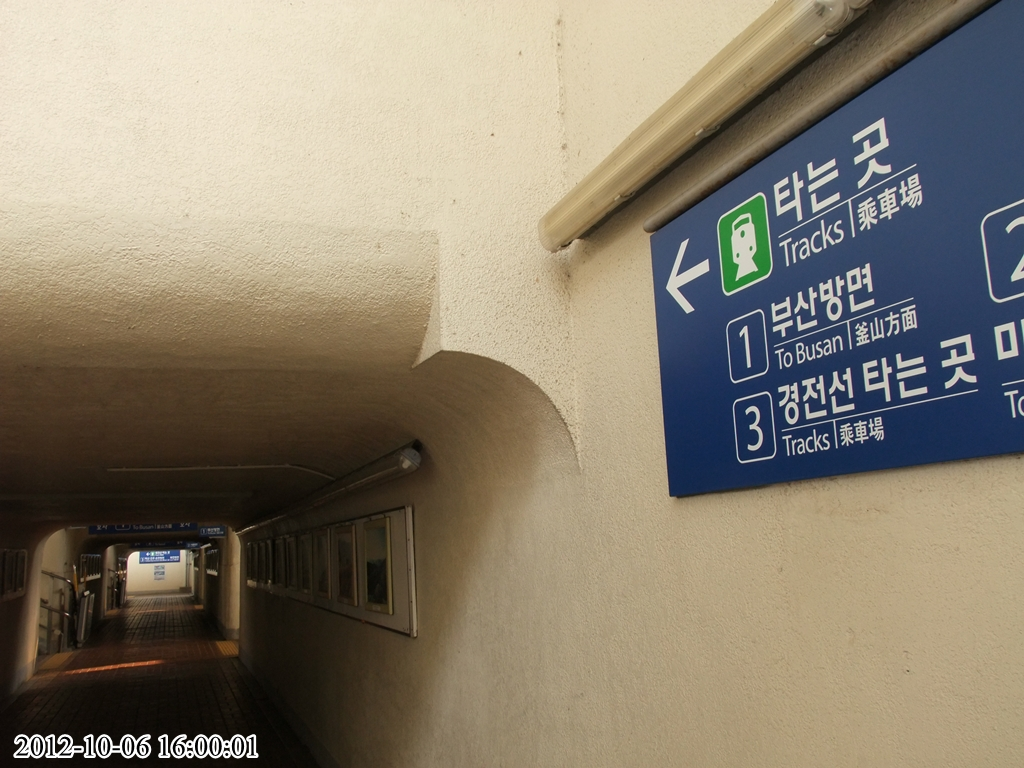
타는 곳(지하통로, 부산방면, 경전선 플랫폼으로 안내)
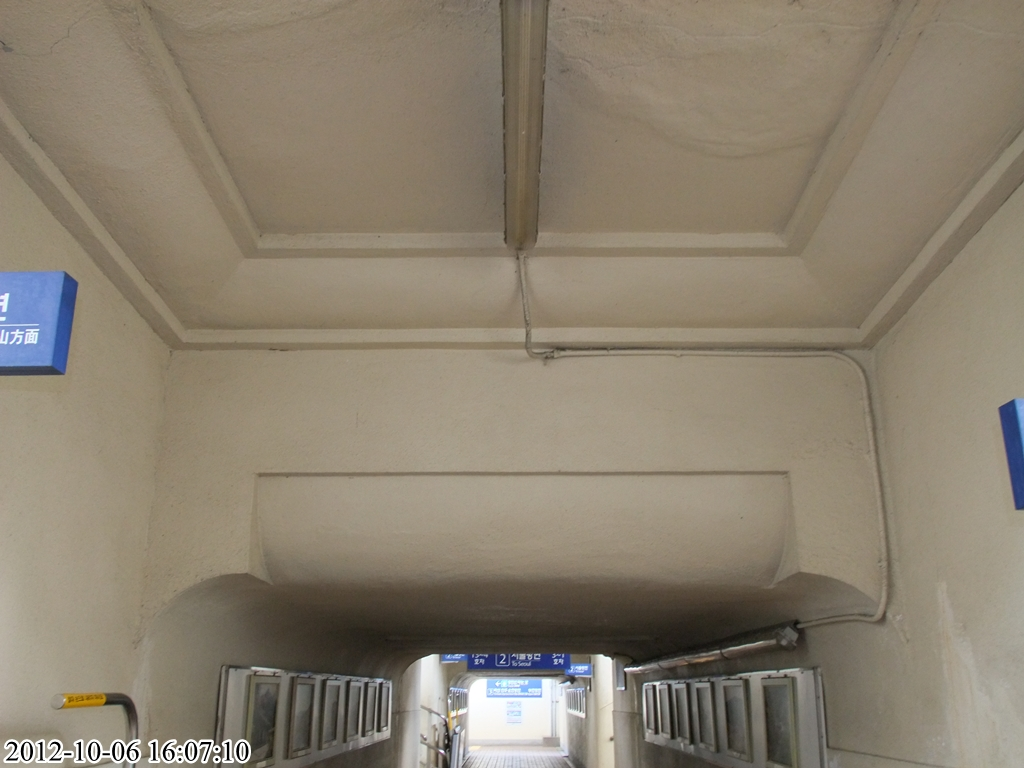
삼랑진역 지하통로의 천장모습
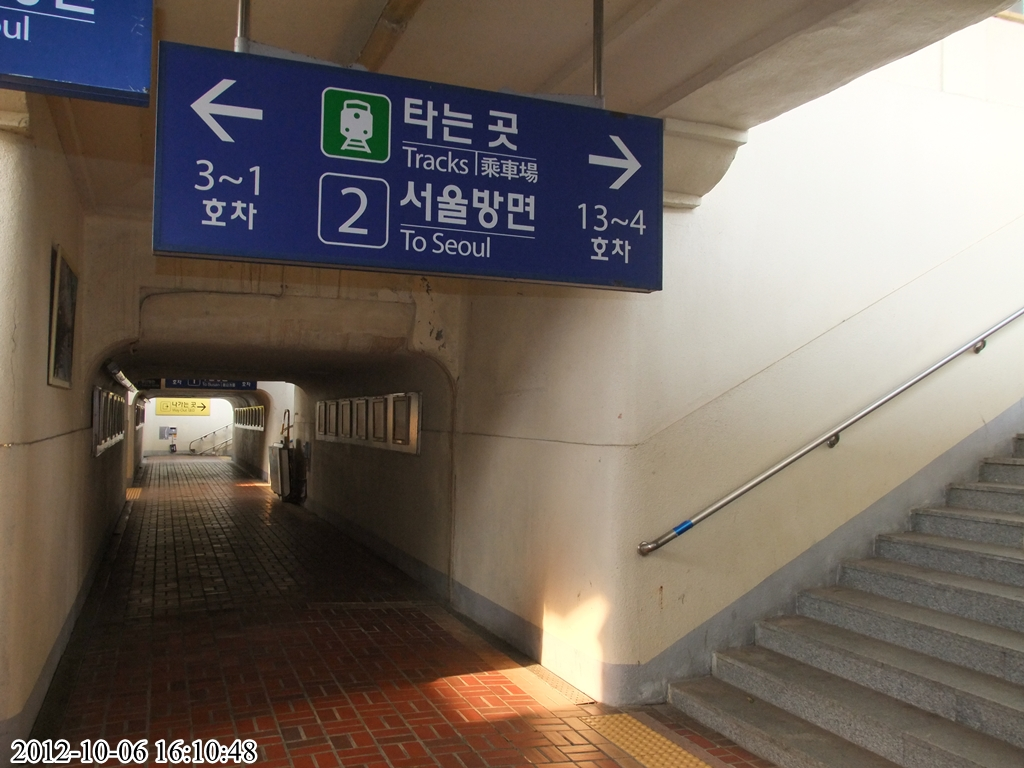
타는 곳(지하통로, 서울방면 플랫폼으로 안내)
지하도
지하통로에 걸려 있는 삼랑진역 과거 사진들
지상통로
삼랑진역 급수탑
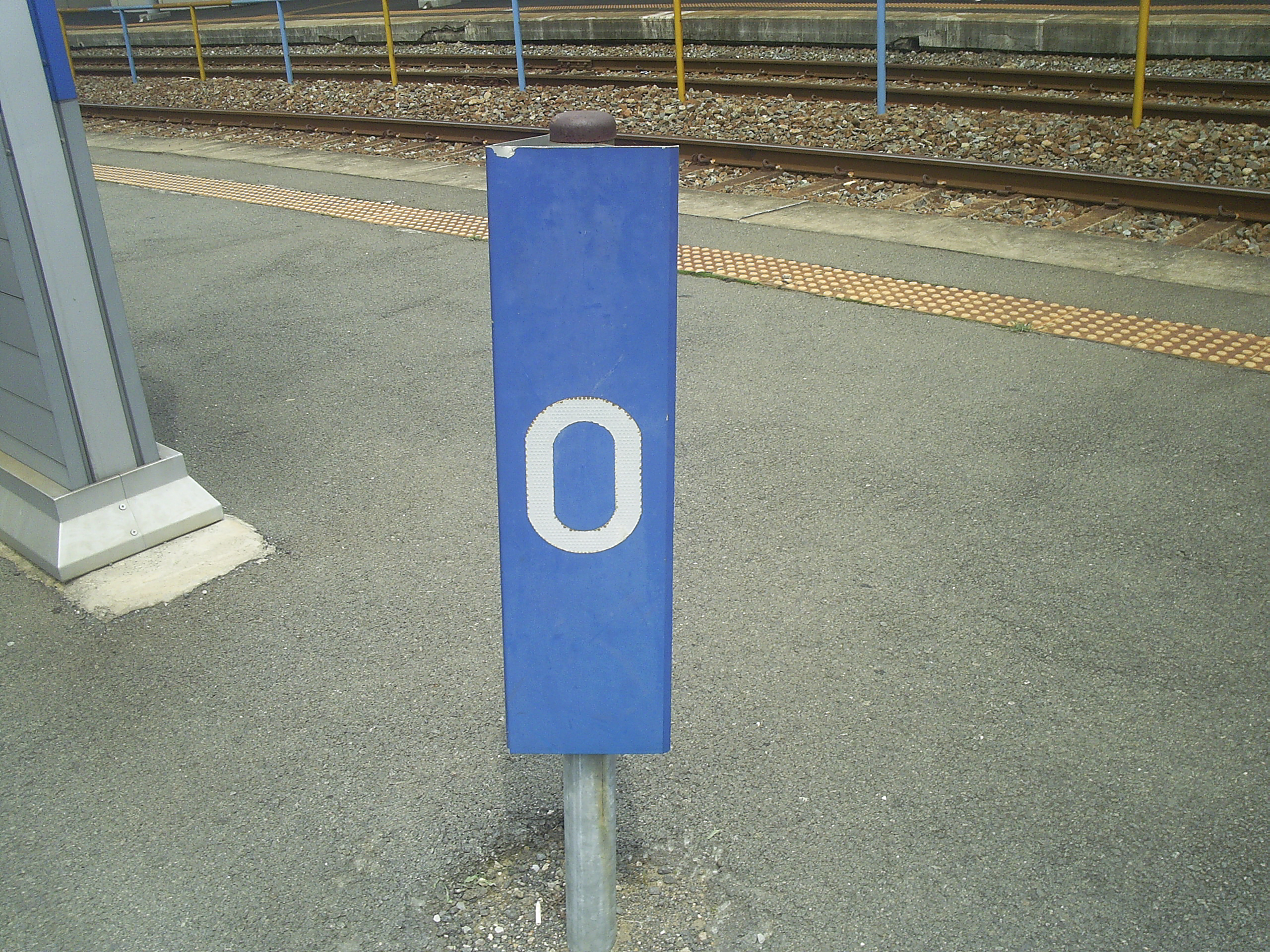
경전선 시점 거리계(표지판)
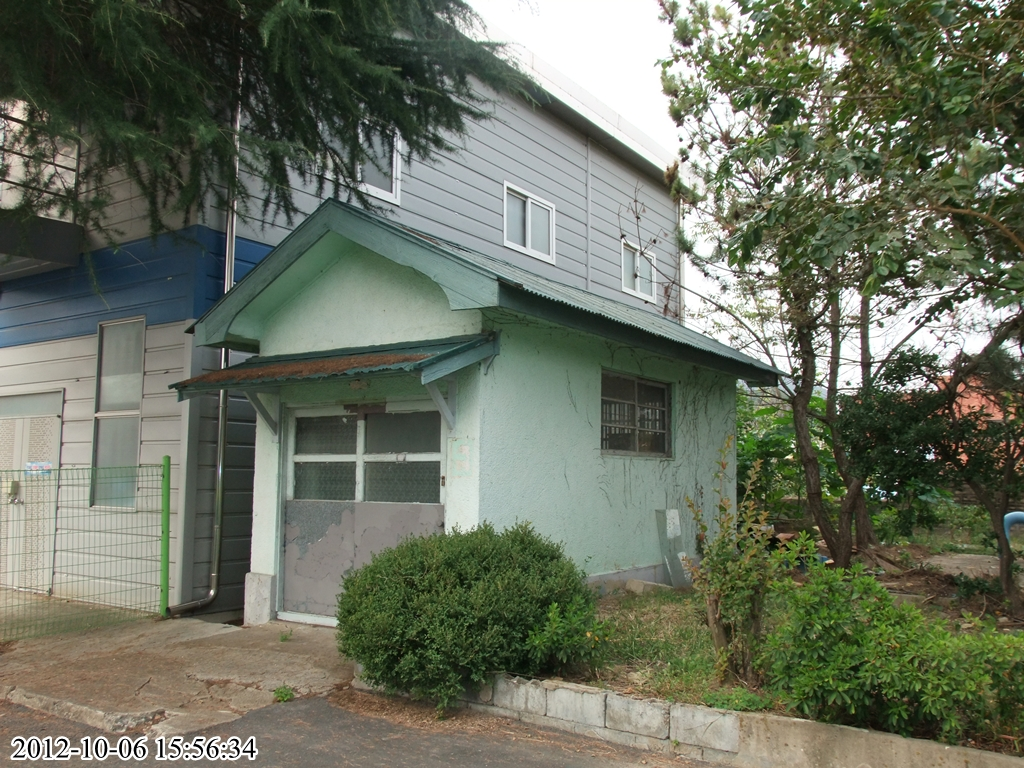
삼랑진역 자재창고
승강장쪽에서 본 삼랑진역

## 인접한 역
| 경부선             | 경부선            | 경부선         |
| ------------------ | ----------------- | -------------- |
| 밀양 서울 방면     | ITX-새마을 경부선 | 물금 부산 방면 |
| 밀양 서울 방면     | 무궁화호 경부선   | 원동 부산 방면 |
| 경전선             |                   |                |
| 한림정 목포 방면   | 무궁화호 경전선   | 원동 부전 방면 |
| 진영 광주송정 방면 | 남도해양열차      | 물금 부산 방면 |

## 참고 문헌
- 삼랑진읍 · 무안면 마을지 자료집, 2009, 밀양문화원 부설향토사연구소, 103면

1. ↑  明治工業史　鐵道篇　第四編　本土以外の鐵道及び特殊鐵道
2. ↑  한국철도공사의 안내에서는 1905년 5월 26일 개업으로 되어 있지만 수해의 영향으로 실제 영업 개시는 10월 21일로 연기됐다.
3. ↑  대한민국관보 국토해양부고시 제2009-1006호, 2009년 10월 20일
4. ↑  단, 삼랑진역~낙동강역 간 경전선은 단선전철 구간이다.